# La Roque-Sainte-Marguerite

La Roque-Sainte-Marguerite este o comună în departamentul Aveyron din sudul Franței. În 1 ianuarie 2022 avea o populație de 178 de locuitori.